# Volodarka (huyện)
Huyện Volodarka (tiếng Ukraina: Володарський район, chuyển tự: Volodarkas’kyi raion) là một huyện của tỉnh Kiev thuộc Ukraina. Huyện Volodarka có diện tích 646 km², dân số theo điều tra dân số ngày 5 tháng 12 năm 2001 là 23384 người với mật độ 36 người/km2. Trung tâm huyện nằm ở Volodarka.